# HMS Marlborough (1767)
HMS Marlborough (1767) — 74-пушечный линейный корабль третьего ранга. Второй корабль Королевского флота, названный в честь герцога Мальборо.
Принадлежал к типу Ramillies, строившемуся для восполнения потерь Семилетней войны. Спущен на воду в 1767. Вошел в состав флота в 1771, капитан Ричард Бикертон (англ. Richard Bickerton). Был брандвахтенным кораблем в устье реки Медуэй.

## Служба
Участвовал в Американской и Французской революционных войнах.
1776 — капитан Самуэль Худ. 5 июля, во время подготовки к докованию в Портсмуте, на борту Marlborough произошла крупная авария. Часть пороха, который был небрежно оставлен в магазине, загорелась. Некоторое время носовая часть корабля была в огне, несколько бимсов подломились, палубы во многих местах были вырваны взрывом. Двенадцать моряков, три женщины и трое детей погибли и более 50 человек получили ранения. Пушкарь корабля предстал перед военно-полевым судом, и был уволен со службы.
1778 — капитан Тейлор Пенни (англ. Taylor Penny); вначале он был назначен на HMS Barfleur, но оказалась, что тому необходим капитальный ремонт, и он перешел на Marlborough, на котором продолжал служить в течение всей войны. Корабль использовался в британских водах.
1780 — капитан Тейлор Пенни, совместно с капитаном HMS Bellona (74) Онслоу (англ. Onslow) в Канале принудили голландский Prinses Carolina (54) спустить флаг всего за 30 минут боя. Приз был взят в британскую службу под названием HMS Princess Caroline. В 1780 году сопровождал сэра Джорджа Родни в Гибралтар и был при захвате испанского конвоя адмиралом Родни, а затем при победе над эскадрой де Лангара.
В конце 1781 года Marlborough был среди кораблей, отправленных в Вест-Индию с сэром Джорджем Родни. Затем в Вест-Индии, был при островах Всех святых (1782).
1794 — Marlborough, под командованием капитана Джорджа Беркли, участвовал в битве Славного первого июня.
В апреле 1797 года взбунтовались экипажи кораблей в Спитхеде, в том числе Marlborough. В конечном итоге их вполне законные жалобы были признаны уполномоченными флота и 22 апреля объявлено королевское помилование. Дело продолжалось до 9 мая, когда популярность лорда Хау и новая Прокламация восстановили дисциплину. 16 мая флот вышел в море.
1797 — капитан Дж. Итон (англ. J. Eaton), крейсерство в августе.
1799 — капитан Томас Сотби (англ. Thomas Sotheby), на Лиссабонской станции. Корабль вернулся в Плимут 4 января 1800 года, отделившись от эскадры адмирала сэра А. Гарднера (англ. Alan Gardner), после десяти дней лавирования в Канале против сильных восточных ветров, и встал в док для ремонта 10 февраля. 20 апреля, вместе с HMS Magnificent вышел в море на соединение с Флотом Канала.
Во вторник, 10 июня 1800 года Marlborough столкнулся с HMS Centaur у Черных скал. Первый получил трещину в фок-мачте, второй потерял бушприт. Они прибыли в Плимут на ремонт 15-го. Marlborough снова вышел 13 июля, и вернулся к флоту в районе Бреста. Действуя в районе Черных скал совместно с Caesar, Excellent, Elephant и Defence, овладел малым островом около двух миль от побережья, где было много дичи, кроликов и голубей. Весь флот, в том числе Marlborough, 27 сентября укрылся в Коусэнд-бей (англ. Cawsand Bay), когда шторм от юго-запада вынудил покинуть позицию.
Marlborough прибыл в Плимут 3 октября. Во время перехода от Бель-Иль вместе с HMS Montague в конце месяца захватил французский бриг груженый маслом, свечным салом и кожами, шедший в ле Пале (фр. Le Palais, Бель-Иль) .

## Гибель
4 ноября 1800 Marlborough наскочил на подводный риф на каменной гряде у п-ова Киберон, в районе Бель-Иль (отмель Берваде, фр. Bervadeux) и несколько часов держался на плаву. Сбросив часть пушек за борт, снялся с рифа, но оказался настолько поврежден, что пришлось срубить мачты и сбросить остальные пушки прежде, чем корабль мог встать на якорь. На следующий день обнаружилось, что он сильно принимает воду, и был сделан сигнал к HMS Captain, который плавал совместно с Marlborough и теперь держался поблизости. Капитан сэр Роберт Страчан (англ. R. J. Strachan) подошел и снял офицеров и экипаж; к этому времени корабль уже тонул. Все люди были спасены. Лейтенант и девятнадцать моряков были доставлены в Плимут на борту датского брига Amity (капитан Хольсен, дат. Holsen), который был для этой цели был задержан HMS Captain.
Оставшиеся на борту Captain приняли участие в нападении на французский конвой у Морбиан 17 ноября, когда лейтенант Кларк (англ. Clark) и моряки с Marlborough действовали на шлюпках.
Военно-полевой суд, состоявшийся в Портсмуте 2 января 1801 постановил, что ни капитан Сазерби (англ. Sotherby), ни его офицеры и экипаж вины за потерю корабля не несут.